# Rosanna Lambertucci
Rosanna Lambertucci (Roma, 30 novembre 1945) è una conduttrice televisiva e conduttrice radiofonica italiana.

## Biografia
Nata in una famiglia di industriali, laureata in giurisprudenza, intraprese la sua collaborazione con la Rai alla radio, dove Luciano Rispoli le affidò la rubrica Domande a Radiodue, prima che passasse a condurre il programma S come Salute.
La sua carriera televisiva iniziò su Rai Due nel 1979 con Viaggio nella notte secca, un programma a cura del DSE - Dipartimento Scuola Educazione incentrato sul problema della tossicodipendenza.
Sempre sul secondo canale Rai dal 21 novembre 1981, raggiunse la popolarità come autrice e conduttrice del programma di successo Più sani e più belli, che successivamente passò su Rai Uno, per un totale di 17 edizioni. Il 7 dicembre dello stesso anno condusse la prima puntata della rubrica di medicina La salute del bambino, di cui fu autrice insieme a Sergio Nordio, prodotta dal DSE e trasmessa in 10 puntate da Rai Tre. Per via di questi impegni televisivi, Rosanna Lambertucci si impose come esperta di lifestyle e benessere, divulgatrice televisiva e autrice di numerose pubblicazioni letterarie sui temi della salute e della nutrizione. Iscritta all'Albo dei Giornalisti dal marzo 1987, rientra nella categoria dei pubblicisti.
Dal 1994 al 1997 fu conduttrice delle puntate del giovedì nel fortunato quiz di Raiuno Luna Park. Sul finire degli anni novanta, venne accusata di concussione per aver percepito, violando i contratti, alcune somme di denaro dagli sponsor che inserivano le telepromozioni in Rai; la vicenda, che coinvolse anche Pippo Baudo e Mara Venier, si concluse con il patteggiamento e l'abbandono della televisione pubblica da parte della conduttrice, che si trasferì all'estero.
Dal 2004 al 2009 tornò a occuparsi di medicina e benessere sulla Rai nella rubrica Domenica In... Salute, spazio del noto contenitore televisivo domenicale, in cui ospitava anche noti chef italiani.
Ha scritto, inoltre, per diverse testate, tra cui Allure, Gente, Grazia e Visto. A partire da gennaio 2011 viene pubblicata la rivista Più sani, più belli per le Edizioni Master, da lei diretta.
Dal 2016 conduce insieme a Fabio Campoli il programma La salute vien mangiando, trasmesso inizialmente da Alice Tv e poi da Donna TV.
Nell'autunno 2023 prese parte come concorrente alla diciottesima edizione di Ballando con le stelle; eliminata nel corso della quinta puntata, venne poi ripescata nella semifinale, arrivando quindi in finale.

## Vita privata
Sposatasi a diciannove anni con il dirigente televisivo Alberto Amodei, morto nel 2014, ebbe da lui la figlia Angelica, di professione giornalista. 
Il 7 luglio 2023 è passata a nuove nozze con l'imprenditore Mario Di Cosmo. Si professa cattolica.

## Opere
- Più sani più belli, Milano, A. Mondadori, 1987, ISBN 88-04-28298-3.
- La salute dal piede, Como, Red./studio redazionale, 1989, ISBN 88-7031-340-9.
- La salute vien mangiando. Più sani e più belli a tavola, Milano, A. Mondadori, 1989, ISBN 88-04-31927-5.
- Le ricette della salute, Milano, A. Mondadori, 1990, ISBN 88-04-34005-3.
- I ristoranti del mangiarsano: guida 1992, Milano, A. Mondadori, 1991, ISBN 88-04-35148-9.
- Più magri più belli. Il nuovo metodo per dimagrire in 25 giorni e in salute, Milano, A. Mondadori, 1992, ISBN 88-04-35323-6.
- In gran forma: come conquistare e mantenere la forma fisica ideale, Milano, A. Mondadori, 1993, ISBN 88-04-36889-6.
- Vitamine e sali minerali per sentirsi bene, Firenze, Primavera, 1993, ISBN 88-09-45270-4.
- Alimentazione. Le diete per essere in forma, Firenze, Primavera, 1993, ISBN 88-09-45271-2.
- Erbe e tisane per il sonno: un aiuto naturale, Firenze, Primavera, 1993, ISBN 88-09-45274-7.
- Essenze, aromi e profumi: uso e benefici, Firenze, Primavera, 1993, ISBN 88-09-45275-5.
- Come difendersi dal mal di schiena, Firenze, Primavera, 1993, ISBN 88-09-45272-0.
- L'igiene e la cura dei nostri piedi, Firenze, Primavera, 1993, ISBN 88-09-45273-9.
- Prevenire a tavola colesterolo e ipertensione, Firenze, Primavera, 1993, ISBN 88-09-45278-X.
- Rilassarsi e star bene con le ginnastiche dolci, Firenze, Primavera, 1993, ISBN 88-09-45280-1.
- Mal di testa: origini e cure diverse, Firenze, Primavera, 1993, ISBN 88-09-45276-3.
- Mantenere la pelle giovane e sana, Firenze, Primavera, 1993, ISBN 88-09-45277-1.
- La salute e la bellezza delle gambe, Firenze, Primavera, 1993, ISBN 88-09-45281-X.
- A tavola: qualità e valore degli alimenti, Firenze, Primavera, 1993, ISBN 88-09-45279-8.
- I miei ristoranti: guida 1994, Milano, A. Mondadori, 1993, ISBN 88-04-35146-2.
- L'agenda di Rosanna 1995, Milano, Piemme, novembre 1994, ISBN 88-384-2241-9.
- La dieta integrata. Per chi ha fretta di dimagrire, per chi non riesce a dimagrire, Milano, A. Mondadori, 1995, ISBN 88-04-38890-0.
- L'agenda di Rosanna 1996, Milano, Piemme, 1995, ISBN 88-38-42242-7.
- L'agenda di Rosanna 1997, Milano, Piemme, 1996, ISBN 88-38-42243-5.
- L'agenda di Rosanna 1998, Milano, Piemme, 1997, ISBN 88-38-42244-3.
- L'agenda di Rosanna 1999, Milano, Aima, 1998, ISBN 88-90-03320-7.
- L'agenda di Rosanna 2000, Milano, Aima, 1999, ISBN 88-90-03322-3.
- L'agenda di Rosanna 2001, Roma, Editori Riuniti, 2000, ISBN 88-35-94959-9
- Il viaggio dimagrante, Roma-Milano, Rai-Eri-Mondadori, 2009, ISBN 978-88-04-58856-6.
- L'agenda di Rosanna 2010, Milano, Mondadori Electa, 2009, ISBN 978-88-370-7379-4.
- L'agenda di Rosanna 2011, Milano, Mondadori Electa, 2010, ISBN 978-88-370-7941-3.
- Le diete della salute: cambiare vita e carattere con l'alimentazione, Roma, Mondadori-RAI, 2011, ISBN 978-88-04-59672-1.
- La dieta che fa bene al cuore: tieni pressione e colesterolo sotto controllo, con la collaborazione del professor Pier Luigi Rossi, Milano, Master, 2011, SBN BVE0623963.
- La mia dieta anti cellulite, con la collaborazione del professor Pier Luigi Rossi, Milano, Master, 2011, SBN BVE0623964.
- La mia dieta antiage, con la collaborazione del professor Pier Luigi Rossi, Milano, Master, 2011, SBN BVE0577255.
- Pancia piatta per tutti, con la collaborazione del professor Pier Luigi Rossi, Milano, Master, 2011, SBN BVE0577247.
- Il ricettario di più sani più belli: mangiare benissimo: in cucina con Rosanna Lambertucci, 20 voll., Rende-Roma, Master-Rai Trade, 2011.
- Dimagrire con i perché, Milano, Mondadori, 2012, ISBN 978-88-04-62111-9.
- E sono corsa da te, Milano, Mondadori, 2015, ISBN 978-88-04-63670-0.
- La dieta che ti cambia la vita: il mio nuovo viaggio dimagrante, Milano, Mondadori, 2016, ISBN 978-88-04-66353-9.
- La dieta per vivere 100 anni: cosa mangiare per mantenerci giovani e sani tutta la vita, Milano, Mondadori, 2017, ISBN 978-88-04-67527-3.
- La nuova dieta 4 più 1-4 più 1: per dimagrire, per rigenerare, per depurare, con le ricette di Fabio Campoli, Milano, Mondadori, 2018, ISBN 978-88-04-70001-2.
- La dieta delle diete: tutto quello che ho imparato per dimagrire, tornare in forma e non ammalarsi, Milano, Mondadori, 2020, ISBN 978-88-04-72263-2.
- La dieta fast & relax: il metodo innovativo per dimagrire velocemente senza stress e rafforzare il sistema immunitario, Milano, Mondadori, 2021, ISBN 978-88-04-74398-9.
- Graffi che fanno bene al cuore, prefazione di Maurizio Costanzo, disegni di Cevì, Roma, Gallucci Bros, 2022, ISBN 978-88-362-4919-0.
- La mia dieta semplice. Dimagrire in 14 giorni liberandoci delle tossine, Milano, Mondadori, 2023, ISBN 978-88-04-76166-2.

## Televisione
- DSE - Viaggio nella notte secca (Rete 2, 1979)
- DSE - La salute del bambino (Rete 3, 1981)
- DSE - Francesco, ieri e oggi (Rete 2, 1981)
- Più sani e più belli (Rete 2, 1981; Rete 1, 1982; Rai 1, 1983-1997)
- Esse - Settimanale della Salute (Rete 2, 1982)
- Più sani e più belli Mattino (Rai 2, 1989)
- Più sani e più belli Estate (Rai 2, 1989-1990)
- Il meglio di Più sani e più belli (Rai 2, 1989, 1994)
- Speciale Più sani e più belli (Rai 1, 1990)
- Più sani e più belli - Speciale 10 anni (Rai 1, 1991)
- Luna Park (Rai 1, 1994-1997)
- Sabato sera al Luna Park (Rai 1, 1995)
- Buon compleanno Luna Park (Rai 1, 1995)
- La Zingara (Rai 1, 1995-1996)
- Bentornato Luna park (Rai 1, 1996)
- Luna Park - Le torri della zingara (Rai 1, 1996-1997)
- Domenica in (Rai 1, 2003-2009)
- Unomattina estate (Rai 1, 2004)
- Miss Italia (LA7, 2016) Giurata
- Miss Italia Chef (LA7, 2017) Giurata
- La salute vien mangiando (Alice, 2016-2019; Italpress, dal 2021) Conduttrice
- Varie rubriche (QVC, 2017-2023)
- In gran forma (Alma TV, 2022-2023)
- Ballando con le stelle (Rai 1, 2023) Concorrente
- BellaMa' (Rai 2, 2024) Rubrica Bellasalute: più sani, più belli

## Radio
- Domande a Radio Due (Radio Due, 1978)
- "S" come Salute (Radio 2, 1980)
- Dedicato alla donna (Rai Radio Uno, 1990-1991)
- Tu, lui, i figli, gli altri (Rai Radio Uno, 1991-1993)

## Pubblicità
- Acqua Rocchetta (1993-1995)
- Scarpe Valleverde (1996)[senza fonte]